# Europlant
Europlant – Eigenschreibweise EUROPLANT – ist eine gemeinsame GmbH verschiedener Produzenten zum Vertrieb von Pflanzkartoffeln. 

## Geschichte
Das niedersächsische Unternehmen mit Sitz in Lüneburg wurde 1992 als Vertriebsfirma der Kartoffelzüchter Kartoffelzucht Böhm, Vereinigte Saatzuchten, Raiffeisen Centralheide und Raisa gegründet. Es verkaufte die Produkte ihrer Gesellschafter zunächst in Ostdeutschland und in einzelnen weiteren Ländern. Ab 2002 weitete Europlant diese Rolle weltweit aus.
Darüber hinaus vertreibt das Unternehmen laut eigenen Angaben Kartoffel-Neuzüchtungen für vier weitere Unternehmen: Saatzucht Berding (Deutschland), Zuchtbetrieb R. Jacobs (Deutschland), Dr. RJ.Mansholt´s Veredelingsbedrijf (Niederlande) und Sativa Kerkov (Tschechien).
Mit dem Handel von Speise- und Industriekartoffeln wurde 2005 ein weiterer Geschäftszweig aufgenommen.
Das Unternehmen wurde ab 2005 für die Abwicklung der Kartoffelsorte Linda kritisiert.

## Produkte
Europlant vertreibt Pflanzkartoffeln mit einem Sortiment von mehr als 100 Sorten.